# Marie Reynoard
Marie Reynoard née à Bastia (Haute-Corse) le 28 octobre 1897 et morte à Ravensbrück (Allemagne) le 30 janvier 1945, est une héroïne de la Résistance grenobloise pendant la Seconde Guerre mondiale.

## Biographie
Brillante élève, Caroline Marie Reynoard intègre la prestigieuse École normale supérieure de jeunes filles (Sèvres) ; agrégée de lettres en 1921, elle enseignera à Cahors puis à Marseille, avant d'être nommée en 1936 au lycée Stendhal de Grenoble.
Malgré une santé fragile qui la contraint à faire des cures de repos à la montagne, elle s'engage dans la Résistance dès 1940 en fondant le mouvement de résistance Vérité. Lors d'un voyage à Marseille, elle rencontre Henri Frenay, dirigeant du Mouvement de libération nationale. Elle réunit les premiers résistants de Grenoble dans son petit appartement du 4 rue Joseph-Fourier. Dans son salon, fin novembre 1941, en présence d'Henri Frenay et de François de Menthon, les mouvements Vérité et Liberté fusionnent sous le nom de Libération française puis de Combat, qui devient aussi le nom du journal clandestin du réseau. Elle prend alors la direction départementale du mouvement Combat. Marie Reynoard commence par distribuer des tracts provenant de Lyon. Ils sont acheminés par le train, grâce à des voyageurs complices qui les déposent dans un café situé près de la gare, tenu par Louise Collomb. Cette dernière, courageuse résistante, cache également des aviateurs alliés abattus dans la région.
Marie Reynoard recrute des patriotes, va faire de la propagande gaulliste à la sortie des usines et apprend les règles du sabotage. À la suite d'une trahison, elle est arrêtée le 4 octobre 1942 et emprisonnée à Lyon pour « menées gaullistes ». Ses successeurs à la tête du mouvement Combat, Robert Blum et Jean Bistési seront tous les deux tués. Jugée par le tribunal militaire de Lyon, elle est suspendue de ses fonctions puis libérée en janvier 1943, pour raison de santé. À peine libérée, elle reprend ses activités clandestines en abandonnant son pseudonyme de Claude pour celui de Claire Grasset. Ne faisant que de furtives apparitions à Grenoble, elle est arrêtée en mai 1943 à Lyon par Jean Multon, un collaborateur de Klaus Barbie à la Gestapo.
Elle est déportée au camp de Ravensbrück avec 960 autres femmes en février 1944. Elle va faire l'admiration de ses compagnes de captivité par sa bonté et son dévouement dans les pires circonstances. Cruellement mordue par un chien lancé contre elle par les gardes du camp, elle ne peut être soignée. Ses plaies s'infectent et, sous-alimentée, elle meurt d'une septicémie en janvier 1945.

## Hommages
À Grenoble, une plaque commémorative au Lycée Stendhal, où elle enseignait, a été installée, ainsi qu'à son domicile ; une école maternelle et une avenue de Grenoble portent son nom depuis 1968, une résidence pour étudiants depuis septembre 2013. Portent également son nom en région grenobloise, un lycée à Villard-Bonnot et la salle de l’éco-quartier de Gières depuis 2016.
Une école de Bastia, à Montesoru (Haute-Corse), sa ville de naissance, porte son nom.

## Décorations
- Chevalier de la Légion d'honneur à titre posthume (décret du 7 novembre 1958)[4] ;
- Médaille de la Résistance française avec rosette à titre posthume (décret du 24 avril 1946)[5].